# Acianthera murexoidea
Acianthera murexoidea é uma espécie de orquídea epífita, família Orchidaceae, que existe em Santa Catarina, Brasil. Plantas de crescimento cespitoso, com caules na base recobertos por bainhas com pelos curtos. A inflorescência geralmente é mais curta que as folhas, com flores mais ou menos carnosas e pubescentes. Trata-se de planta sobre a qual não há muitas referências.

## Publicação e sinônimos
- Acianthera murexoidea (Pabst) Pridgeon & M.W.Chase, Lindleyana 16: 245 (2001).

Sinônimos homotípicos:
- Pleurothallis murexoidea Pabst, Arch. Jard. Bot. Rio de Janeiro 14: 17 (1956).
- Specklinia murexoidea (Pabst) Luer, Monogr. Syst. Bot. Missouri Bot. Gard. 95: 262 (2004).